# Vincenzo Rastrelli
Vincenzo Rastrelli   (Fano, 1760 - Dresden, 20 de març de 1839) fou un compositor musical d'origen italià.
Va romandre amb el seu fill Joseph, durant un temps a Bolonya (Itàlia), estada que aprofitaren tots dos, per rebre lliçons del pare Mattei.
Va deixar molta música religiosa i vocal profana, que es conserva a Dresden.